# دریاچه سن پیر
دریاچه سن پیر (به انگلیسی: Lake Saint Pierre) یک منطقهٔ مسکونی در کانادا است که در موریسی، کبک واقع شده‌است.